# سیارک ۲۱۶۵۰
سیارک ۲۱۶۵۰ (به انگلیسی: 21650 Tilgner، نامگذاری:1999OB1) بیست و یک هزار و ششصد و پنجاهمین سیارک کشف شده‌است که در ۱۷ ژوئیه ۱۹۹۹ کشف شد.
قدر مطلق سیارک برابر ۹.۳ است.